# Martín Rodríguez (ur. 1994)
Martín Vladimir Rodríguez Torrejón (ur. 5 sierpnia 1994 w Diego de Almagro) – chilijski piłkarz grający na pozycji pomocnika w amerykańskim zespole D.C. United oraz w reprezentacji Chile. Uczestnik i srebrny medalista Pucharu Konfederacji z 2017 roku, który odbył się w Rosji.